# Quebrada Limón
Quebrada Limón es un barrio ubicado en el municipio de Ponce en el estado libre asociado de Puerto Rico. En el Censo de 2010 tenía una población de 709 habitantes y una densidad poblacional de 102,53 personas por km².

## Geografía
Quebrada Limón se encuentra ubicado en las coordenadas 18°3′21″N 66°40′18″O / 18.05583, -66.67167. Según la Oficina del Censo de los Estados Unidos, Quebrada Limón tiene una superficie total de 6.92 km², que corresponden a tierra firme.

## Demografía
Según el censo de 2010, había 709 personas residiendo en Quebrada Limón. La densidad de población era de 102,53 hab./km². De los 709 habitantes, Quebrada Limón estaba compuesto por el 86.74% blancos, el 5.78% eran afroamericanos, el 0.56% eran amerindios, el 0.28% eran asiáticos, el 3.53% eran de otras razas y el 3.1% pertenecían a dos o más razas. Del total de la población el 99.58% eran hispanos o latinos de cualquier raza.